# حياة المختبر
الحياه المختبريه 
تفسير للحقائق العلمية في عام 1979 من قبل عالم الاجتماع والعلوم برونو لاتور وستيف وولغار.
هذا الكتاب المؤثر في مجال الدراسات العلمية يعرض دراسة أنثروبولوجية للمختبر العلمي روجر غيلمين في معهد سالك. وهو يقدم عددا من الملاحظات حول كيفية إجراء العمل المختبري ، بما في ذلك وصف للعلاقة المعقدة بين الممارسات العمليات الروتينية التي يقوم بها العلماء، ونشر الأوراق العلمية، والمكانة العلمية، والمالية البحثية وغيرها من عناصر الحياة المختبرية.
ويعتبر الكتاب واحدا من أكثر الأعمال تأثيرا في تقليد الدراسات المختبرية ضمن دراسات العلوم والتكنولوجيا. هو مستوحاة ولكن لا تعتمد اعتمادا كليا على نهج إثنوميثودولوجيكال. في المقابل، كان بمثابة مصدر إلهام لنظرية ممثل الشبكة (أو أنت). العديد من المفاهيم الأساسية لل أنت (مثل النسخ، والنقش، والترجمة، ونشر الشبكات) موجودة في الحياة المختبرية.

## وصلات خارجية
- حياه المختبر على موقع الموسوعة البريطانية (الإنجليزية)